# フリアン・アルカス
フリアン・アルカス（Julián Arcas、1832年10月25日 - 1882年2月16日）は、スペイン出身のギター奏者・作曲家。フランシスコ・タレガとアントニオ・デ・トーレスに影響を与えた。アルカスは「19世紀スペイン音楽において最も重要な人物の一人」として知られている。

## 略歴
アルメリア県、マリアに生まれ、マラガ県、アンテケーラで没した。1860年から1872年にかけて、ヨーロッパ全土を巡って演奏活動を行った。1863年、当時まだ幼いフランシスコ・タレガはカステリョン・デ・ラ・プラナでアルカスの演奏を聴き、またコンサートのあと、タレガの父の願いによってアルカスの前でギターを披露した。1864年から1870年の間、アルカスはスペイン国内を巡りながらコンサートを行なったが、パタナスというピアニストと組んで演奏することもあったが、その後アルメリアに戻り、グラナダ通りで商売を始めた。
アルカスは生涯を通じて手掛けたギター音楽は、ワルツ、変奏曲、前奏曲、舞曲など多岐に渡り、オリジナルの作品を52篇、トランスクリプションを30曲以上作曲した。トランスクリプションにおいては、ジュゼッペ・ヴェルディの『椿姫』や、ジョアキーノ・ロッシーニの『セビリアの理髪師』の変奏を手掛けている。このうち30曲がバルセロナのビダル・イ・ロヘール社から、50曲がマドリードのウニオン・ムシカル・エスパニョーラ社から出版された。
アルカスはモダンギターを確立させたギター職人として知られるアントニオ・デ・トーレスが制作したギターを通じて、その後のクラシック・ギターの発展、特にサウンドボードの設計に寄与した。

## 主な録音
- Duo Imbesi Zangarà, Tocando en Dos  works by Julian Arcas, Francisco Tarrega, Dionisio Aguado, performed by Carmelo Imbesi e Carmen Zangarà, Classical Music 3.0, 2022
- Julián Arcas: Complete Guitar Music, performed by Gabriele Zanetti; 4-CD-set (Brilliant Classics 95639, 2020).